# Harald Budde
Harald Budde (auch: Harald Dieter Budde, Pseudonym: Roger Demare Edbud; * 7. Juli 1934 oder 30. November 1934 in Berlin; † 1. Oktober 2018 ebenda) war ein deutscher Regisseur und Schriftsteller.

## Leben und Werk
Harald Budde wurde 1934 in einem Sarggeschäft in Berlin-Schöneberg geboren und absolvierte 1953 eine Ausbildung zum Kameramann und Trickfilmzeichner.
Bereits mit elf Jahren legte er erste Textveröffentlichungen in den Kinderseiten bundesdeutscher Zeitungen und Zeitschriften vor. Seit 1956 durchgängig publizistisch tätig, gab er von 1974 bis 1984 die Zeitschrift Das Neue Arbeitertheater heraus.  Er veröffentlichte Prosa und Lyrik in zahlreichen Anthologien, Literaturzeitschriften, Schulbüchern, Tageszeitungen und Zeitschriften, um schließlich von 1986 bis 2003 auch eigenständige Buchveröffentlichungen vorzulegen. Daneben und danach war er aber nicht zuletzt auch Drehbuch- und Bühnenautor zahlreicher Film- und Bühnenwerke und hat darauf in seinen späten Jahren seinen Arbeitsschwerpunkt gelegt. Unter seiner Regie wurden mehrere Experimental- und Underground-Filme im Super-8-Format mit bis zu drei und mehr Stunden Länge gedreht, u. a. im Jahr 2007 Die Nacht, in der mir Jasmin eins einen Liebesapfel schenkte.
In seinen literarischen wie auch filmischen Werken verarbeitete er insbesondere traumatische Erfahrungen während des Zweiten Weltkrieges, Schmerz und Verlust der Kindheit durch Hunger, Tod und alltägliche Gewalt und das fast verzweifelte Festhalten an Phantasie und Eros als Fluchtmittel, um sich das Unerträgliche erträglich zu machen.
Er war von 1958 bis 1959 Mitglied der Berliner Neo-Dada-Gruppe Vier+4. 1968 gründete er u. a. mit Manfred Beelke die von ihm als „Multimediagruppe“ bezeichnete Künstlervereinigung Die Rote Nelke, 1972 das Berliner Lehrlings- und Arbeitertheater und 1987 die Künstlervereinigung Kunsthonig.
Zwischen 1983 und 1994 gab es eine enge künstlerische Zusammenarbeit mit der Berliner Komponistin und Flötistin Birgit Havenstein, die zahlreiche Texte von ihm vertont und Budde bei seinen Veranstaltungen und Multimedia-Präsentationen musikalisch begleitet hat.
Harald Budde lebte und arbeitete in Berlin-Kreuzberg.

## Werke

### Buchveröffentlichungen
- Der Moderne Trend. Erzählungen. 1986 ISBN 3-926070-00-5
- Der Tod der Puppe. Erzählungen. 1987 ISBN 3-926525-01-0
- Überblendung des unbestechlichen Auges. Erzählungen. 1988 ISBN 3-925191-77-1
- Zwischen Bett und Sofa. Roman. 1994 ISBN 3-925191-88-7
- Mirabelle. Roman. 1997 ISBN 3-925191-97-6
- Mit beiden Beinen fest in den Wolken. Roman 1998 ISBN 3-89693-121-0
- Swenty. Roman. 2003 ISBN 3-933664-18-7

### Filme (Buch und Regie; Auswahl)
- Die weiße Frau im eigenen Haus. 2000[6]
- In einer klaren Nacht wurden die Kinder schmerzhafte Träume.
- Die unendliche Suche nach einer geheimnisvollen Blume, die sich vielleicht hinter der Farbe Türkis verbirgt.
- Auf dem unendlichen Weg von Colm nach Colm, um von dir zu wissen aus einem klaren Grund.
- Nach einer sehr langen Reise kehrte ich wieder zurück nach La Boheme.
- Alle meine Bäume wachsen in den Himmel.
- Les Adieux.
- Oblomows Träume III: Die Auferstehung.
- Ich aber nehme mit mir alle Träume. 2004
- Romantische Imagination: Eines Tages werde ich die Antwort finden auf meine Frage, ob ich geträumt habe. 2005
- Der Regen hat die meisten Tränen oder: Befreiung von Fremdheit. 2006
- Die Nacht, in der mir Jasmin eins einen Liebesapfel schenkte. 2007

## Auszeichnungen
Die hier aufgelisteten Auszeichnungen sind eine Auswahl diesbezüglicher Angaben des Autors unter Literaturport
- 1950: Hörspielpreis des RIAS-Schulfunk für die Erzählung Ich mache da nicht mit
- 1964: 1. Preis für das Hörspiel Nach Colm, Veranstalter: Der Internationale Star-Club und das Freie Jugend-Forum 64 (NDR)
- 1964: 3. Preis für das Hörspiel Solange die Sterne leuchten, Veranstalter: Der Internationale Star-Club und das Freie Jugend-Forum 64 (NDR)
- 1978: Einer der besten zehn Autoren im Rahmen des „Internationalen Kulturwettbewerbs der Stadt Bocholt“